# Tetracanthella dallaii
Tetracanthella dallaii är en urinsektsart som beskrevs av Louis Deharveng 1987. Tetracanthella dallaii ingår i släktet Tetracanthella och familjen Isotomidae. Inga underarter finns listade i Catalogue of Life.